# FCSB Bukarest
Der FCSB (bis Ende März 2017 Fotbal Club Steaua București, deutsch Steaua Bukarest), im deutschen Sprachraum FCSB Bukarest oder auch FCS Bukarest, ist ein Fußballverein aus Bukarest. Der Verein wurde 1947 als Abteilung des Militärvereins CSA Steaua Bukarest (1947–1948 ASA Bukarest, 1948–1950 CSCA Bukarest, 1950–1961 CCA Bukarest) gegründet, bis er 1998 privatisiert wurde. Seit 2003 ist der Unternehmer George Becali Eigentümer des Vereins. Im Frühjahr 2017 erhielt das rumänische Verteidigungsministerium, nach einem Gerichtsverfahren, das Urheberrecht an dem derzeitigen Namen und Logo, woraufhin der Verein seinen heutigen Namen und sein heutiges Logo erhielt und der Militärverein seine Fußballabteilung ab der Saison 2017/18 unter dem bisherigen Namen Steaua Bukarest in der Liga IV, der vierthöchsten rumänischen Spielklasse, neu eröffnete.
Steaua Bukarest bzw. FCSB Bukarest spielt seit 1947 in der ersten rumänischen Liga und gewann 1986 als erster osteuropäischer Verein den Europapokal der Landesmeister.

## Geschichte
Der Verein wurde am 7. Juni 1947 als Fußballclub der rumänischen Armee unter dem Namen Asociația Sportivă Armata (ASA) gegründet. Erster Trainer war Coloman Braun-Bogdan. Der Club spielte von Beginn an in der ersten rumänischen Liga und änderte seinen Namen ein Jahr später in CSCA (Zentraler Sportclub der Armee). 1949 gewann CSCA den ersten Titel: den rumänischen Pokal. Nach einer erneuten Namensänderung im Jahre 1950 in CCA gewann der Verein die erste rumänische Meisterschaft im Jahre 1951.
Es dauerte bis zum Jahre 1961, bis Steaua (der Stern) seinen endgültigen Namen annahm. Bis heute ist Steaua Bukarest mit 27 Meistertiteln, 24 Pokaltiteln, zwei Ligapokaltiteln und sieben Supercuptiteln der erfolgreichste rumänische Verein.
In den 1980er Jahren übernahm Valentin Ceaușescu, der der älteste Sohn des damaligen rumänischen Diktatorenehepaares Elena und Nicolae Ceaușescu war, das Management von Steaua Bukarest. Der Verein galt in Rumänien zu der Zeit als Privatverein der Ceaușescus und genoss besondere Privilegien.
Zwischen 1985 und 1990 gehörte Steaua zu den europäischen Spitzenvereinen. Den größten internationalen Erfolg feierte Steaua Bukarest 1986, als man im Finale des damaligen Europapokal der Landesmeister den favorisierten FC Barcelona in Sevilla 2:0 nach Elfmeterschießen besiegen konnte. Anschließend gewann man den europäischen Supercup. 1988 erreichte man das Halbfinale. Ein Jahr später stand Steaua abermals im Finale, unterlag dem AC Mailand aber mit 0:4.
In den 1980er und 1990er Jahren stellte man zwei Rekorde auf, die bis heute gelten. Von Juni 1986 bis September 1989 blieb Steaua in 104 Ligaspielen in Folge ungeschlagen (Europarekord) und zudem in 112 Heimspielen in Serie in der Liga von November 1989 bis August 1996.

### 1985–1989 – Die großen Jahre
Die Spielzeit 1985/86 sollte zur erfolgreichsten für Steaua werden: In dieser Saison gewann das Team neben dem rumänischen Meistertitel auch den größten europäischen Vereinstitel.
Im damaligen Europapokal der Landesmeister (heute Champions League) setzten sich die Außenseiter aus Rumänien in der ersten Runde gegen Vejle BK aus Dänemark mit 4:1 und 1:1 durch, in der 2. Runde räumte man den ungarischen Meister Honvéd Budapest nach der 0:1-Auswärtsniederlage zuhause mit 4:1 aus dem Weg. Anschließend setzte das Team sich im Viertelfinale gegen den finnischen Meister Kuusysi Lahti mit 1:0 und 0:0 durch. Für viele war Steaua relativ unspektakulär Richtung Finale vorgedrungen, doch diese Ansicht änderte sich schnell im Halbfinale, als die Rumänen den belgischen Meister RSC Anderlecht, welcher zuvor den FC Bayern München ausgeschaltet hatte, mit 3:0 zuhause schlug und nach dem 0:1 in Brüssel das Endspiel erreichte. Vor 78.000 Zuschauern (geschätzte 77.000 spanische Besucher, 1.000 angereiste Rumänen) wurde das Finale zwischen dem favorisierten FC Barcelona und dem Armeeclub von FC Steaua in Sevilla angepfiffen. Das Spiel war von wenigen Chancen geprägt, mit Vorteil für die Rumänen. Nach 120 Minuten stand es 0:0 und es kam zu einem Elfmeterschießen. Steaua-Tormann Helmut Duckadam hielt dabei vier Elfmeter hintereinander und ging deswegen als der „Held von Sevilla“ in die Fußballgeschichte ein. Aufgrund dieser bis dahin einmaligen Leistung gewann Steaua das Endspiel mit 2:0. Somit nahmen die Rumänen als erster osteuropäischer Fußballverein den Europapokal der Landesmeister mit nach Hause.
Gegen Ende des Jahres unterlagen die Rumänen im Finale des Weltpokals River Plate in Tokio mit 0:1.
Im Februar 1987 erkämpfte sich Steaua Bukarest gegen den Pokalsieger der europäischen Pokalsieger Dynamo Kiew den europäischen Supercup mit 1:0.
Nach einem Zweitrunden-Aus in der Saison 1986/87 erreichte der Bukarester Topklub in der Spielzeit 1987/88 wieder das Semifinale des Landesmeistercups, welches gegen Benfica Lissabon verloren ging.
Ein Jahr später drang Steaua zum zweiten Mal bis ins Finale des Europacups vor und zeigte in dieser Saison noch stärkere Vorstellungen als 1985/86, da die Spiele deutlicher gewonnen wurden. Vor allem in den Heimspielen deklassierten die Rumänen ihre Gegner regelrecht, so schickten sie Sparta Prag und IFK Göteborg mit jeweils 5:1 und Spartak Moskau mit 3:0 wieder auf die Heimreise. Durch ein 4:0 und 1:1 im Halbfinale gegen Galatasaray Istanbul stand die Mannschaft im Endspiel.
Das Finale gegen den AC Mailand verlief nicht wie erhofft für die Rumänen, welche den überlegenen Italienern mit 0:4 unterlagen.
Nach 1990 ließen die Leistungen des Clubs aufgrund der Grenzenöffnung und der Auswanderung wichtiger Spieler zu westeuropäischen Vereinen nach, auch national verlor Steaua seine zuvor beängstigende Dominanz: In den späten 80er Jahren hatte Steaua Bukarest mit 103 Ligaspielen in Folge ohne Niederlage einen Europarekord aufgestellt.

### Steaua in den 2000ern
In der Saison 2005/06 spielte Steaua im UEFA-Pokal. Nachdem man den norwegischen Meister Vålerenga IF in der 1. Runde deutlich besiegen konnte (3:0, 3:1), erreichte Steaua in der darauffolgenden Gruppenphase nach Spielen gegen den RC Lens (4:0), Sampdoria Genua (0:0), Halmstads BK (3:0) und Hertha BSC (0:0) den ersten Tabellenplatz. Im Halbfinale traf der rumänische Meister auf den FC Middlesbrough. Das Heimspiel in Bukarest konnte Steaua mit 1:0 gewinnen, das Rückspiel in Middlesbrough konnte Steaua aber trotz der 2:0-Führung nicht gewinnen. Middlesbrough erkämpfte sich in der zweiten Halbzeit noch ein 4:2 und zog damit ins Finale ein.
Gönner George Becali ist nicht von seiner Überzeugung abzubringen, dass Steaua weiterhin siegreich sein wird. In einem Interview betonte er, Steaua werde jeden Gegner aus dem UEFA Cup rauswerfen, im Finale spielen und anschließend den europäischen Supercup in den Trophäenraum stellen.
Nach dem Meistertitel in der Saison 2005/06 nahm Steaua erneut an der Qualifikation zur UEFA Champions League teil und zog mit zwei Siegen gegen ND Gorica (2:0, 3:0) in die dritte Runde ein. Man empfing Standard Lüttich und konnte nach einem 2:2 im Hinspiel die Belgier in Bukarest mit 2:1 bezwingen. Somit glückte die Qualifikation zur Gruppenphase der UEFA Champions League 2006/07. Sie trafen in der Gruppenphase auf Real Madrid, Olympique Lyon und Dynamo Kiew und landeten auf dem 3. Rang. Durch Siege gegen Zagłębie Lubin und BATE Baryssau qualifizierte sich Steaua auch für die Gruppenphase der UEFA Champions League 2007/08. Steaua zog aber in der Gruppe H gegen FC Arsenal, FC Sevilla und Slavia Prag den Kürzeren. Am Ende hieß es Platz vier für den rumänischen Meister.
Im Dezember 2008 beerbte Marius Lăcătuș den nur zwei Monate im Amt gebliebenen Dorinel Munteanu und wurde so alter und neuer Steaua-Trainer. Nach Ende der enttäuschend verlaufenen Saison wurde Lăcătuș im Juni 2009 durch den Italiener Cristiano Bergodi abgelöst. Während der Halbzeitpause des Europa-League-Heimspiels gegen Sheriff Tiraspol am 17. September 2009 kam es zum Konflikt zwischen Bergodi und dem Mäzen George Becali. Dieser entließ den Trainer kurzerhand und ersetzte ihn durch Mihai Stoichiță. Nach dem Ende der Saison 2009/10 wurden zwischen Juli und September 2010 zunächst Victor Pițurcă, Ilie Dumitrescu und dann Edi Iordănescu Cheftrainer von Steaua, bis am 27. September 2010 Marius Lăcătuș erneut das Team übernahm. Dieser trat am 7. März 2011 nach der 0:3-Heimniederlage gegen FC Brașov allerdings zurück und wurde durch Sorin Cârțu abgelöst. Am 5. Mai 2011 trat Cârțu zurück und wurde durch Cosmin Olăroiu ersetzt, mit dem Steaua am 25. Mai 2011 das Endspiel um den rumänischen Pokal gewann. Nachdem Olăroiu Anfang Juni 2011 den Verein verlassen hatte, wurde Mitte Juni mit dem Israeli Ronny Levy ein neuer Trainer verpflichtet. Levy trat nach dem für die UEFA Europa League 2011/12 zählenden Auswärtsspiel bei AEK Larnaka am 29. September 2011 zurück und wurde einen Tag später durch den ehemaligen Steaua-Spieler Ilie Stan ersetzt.
Im März 2012 gab der Steaua-Besitzer George Becali bekannt, dass man für die Saison 2012/13 den Kader der Mannschaft nur mit rumänischen Spielern besetzen möchte. Die Verträge mit ausländischen Spielern sollten nicht verlängert werden oder die Spieler sollten verkauft werden. Als Begründung gab Becali an, dass man in der Vergangenheit viel Geld für ausländische Profis ausgegeben hätte, jedoch keine Erfolge gefeiert habe. Deswegen sehe er keinen Sinn mehr darin, noch mehr Geld in ausländische Profis zu investieren. Am 27. März 2012 trat Ilie Stan von seinem Traineramt zurück und wurde durch Mihai Stoichiță ersetzt. In der Europapokal-Saison konnte man unterdessen, nach dem Überstehen der Gruppenphase, das Sechzehntelfinale erreichen. Dort schied man letztlich nach zwei 0:1-Niederlagen gegen den FC Twente Enschede aus und konnte sich damit den Traum vom Finale im eigenen Stadion nicht erfüllen.
In der Europa-League-Saison 2012/13 behauptete sich Steaua in einer Gruppe mit dem VfB Stuttgart, dem FC Kopenhagen und Molde FK als Gruppensieger, schaltete in der Zwischenrunde Ajax Amsterdam aus und schied im Achtelfinale gegen den FC Chelsea aus.

### Umbenennung

Logo bis 2015

Im Dezember 2014 fällte Rumäniens Oberster Gerichtshof ein Urteil, wonach es dem Verein nicht mehr erlaubt ist, den Namen Steaua zu benutzen, sein Logo zu verwenden und die Vereinsfarben Blau und Rot zu tragen. Hintergrund ist eine Klage des rumänischen Verteidigungsministeriums, das die Verwendung der militärischen Symbole durch den nicht mehr der Armee unterstehenden Verein verboten sehen wollte. Nach der Entscheidung des Rechtsstreits bestritt der Klub sein Spiel gegen CSMS Iași in gelben Trikots und unter der Bezeichnung „Rumänischer Meister“. Am 15. Januar 2015 einigten sich beide Parteien darauf, dass der Verein vorerst die Nutzungsrechte für seinen Namen Steaua sowie für das Vereinslogo und die Vereinsfarben behält. Ende März 2017 wurde der Klubname in SC Fotbal Club FCSB SA geändert. Zur Saison 2017/18 nahm die wiedereröffnete Fußballabteilung des Armeesportklubs Steaua Bukarest mit dem erstrittenen Namen und Logo den Spielbetrieb in der Liga IV auf.
Am 22. Juli 2020 gewann Bukarest den rumänischen Pokal durch einen 1:0-Erfolg im Finale gegen Sepsi OSK Sfântu Gheorghe. Das einzige Tor des Spiels gelang Dennis Man. Es ist der erste Titel des Clubs unter dem neuen Vereinsnamen. In der Saison 2023/24 konnte der Verein zudem seinen ersten Meistertitel seit der Umbenennung ergattern und nach einem 3:0 über Corvinul Hunedoara auch erstmals den Supercup gewinnen.

## Clubführung
Der Eigentümer George Becali gilt als einer der reichsten Männer Rumäniens und ist besonders umstritten. Unter seiner Führung verdienen die Spieler für rumänische Verhältnisse hohe Gehälter und Prämien, was die Spieler dazu veranlasst, den Verein nicht zu verlassen. Steaua-Legende Helmut Duckadam wurde 2010 zum Präsidenten ernannt. Der Club selbst wird von einer strengen Hand geführt, doch Spieler und Trainer verdienen teilweise mehr als die deutschen Bundesligaspieler und -trainer.
Der Unternehmer und Ex-Politiker verbietet allen Spielern und Mitarbeitenden von FCSB Bukarest, sich gegen COVID-19 impfen zu lassen.

## Erfolge

### Nationale Titel
- Rumänische Meisterschaft (28): 1951, 1952, 1953, 1956, 1960, 1961, 1968, 1976, 1978, 1985, 1986, 1987, 1988, 1989, 1993, 1994, 1995, 1996, 1997, 1998, 2001, 2005, 2006,  2013, 2014, 2015, 2024, 2025
- Rumänischer Pokal (24): 1949, 1950, 1951, 1952, 1955, 1962, 1966, 1967, 1969, 1970, 1971, 1976, 1979, 1985, 1987, 1988, 1989, 1992, 1996, 1997, 1999, 2011, 2015, 2020
- Rumänischer Supercup (8): 1994, 1995, 1998, 2001, 2006, 2013, 2024, 2025
- Rumänischer Ligapokal (2): 2015, 2016

### Internationale Titel
- Europapokal der Landesmeister (1): 1986
- UEFA Super Cup (1): 1986

### Weitere Internationale Erfolge
Europapokal der Landesmeister:
- Finalist: 1989
- Halbfinale: 1988

Weltpokal:
- Finalist: 1986

UEFA-Pokal:
- Halbfinale: 2006
- Achtelfinale: 1992, 1998, 2005

Europapokal der Pokalsieger:
- Viertelfinale: 1972, 1993

UEFA Europa League:
- Achtelfinale: 2013, 2025

## Ehemalige Spieler
- Ion Alecsandrescu
- Teodor Anghelini
- Alexandru Apolzan
- Gavril Balint
- Ștefan Balint
- Ilie Bărbulescu
- Miodrag Belodedici
- László Bölöni
- Pablo Brandán
- Adrian Bumbescu
- Vlad Chiricheș
- Alexandru Chipciu
- Anton Doboș
- Helmuth Duckadam
- Ilie Dumitrescu
- Florentin Dumitru
- Ion Dumitru
- Nicolae Dică
- Iulian Filipescu
- Constantin Gâlcă
- Sorin Ghionea
- Dorin Goian
- Gheorghe Hagi
- Bujor Hălmăgeanu
- Adrian Ilie
- Vasile Iordache
- Anghel Iordănescu
- Ștefan Iovan
- Traian Ivănescu
- Florin Lovin
- Claudiu Keșerü
- Houssine Kharja
- Marius Lăcătuș
- Silviu Lung
- Mihail Majearu
- Dorinel Munteanu
- Dayro Moreno
- Viorel Năstase
- Mihai Neșu
- Adrian Neaga
- George Ogăraru
- Basarab Panduru
- Dan Petrescu
- Iosif Petschovski
- Victor Pițurcă
- Gheorghe Popescu
- Daniel Prodan
- Marcel Răducanu
- Mirel Rădoi
- Laurențiu Reghecampf
- Laurențiu Roșu
- Lucian Sânmărtean
- Ștefan Sameș
- Ilie Savu
- Ilie Stan
- Dumitru Stângaciu
- Bogdan Stancu
- Nicolae Stanciu
- Tudorel Stoica
- Łukasz Szukała
- Gheorghe Tătaru
- Ciprian Tătărușanu
- Cyril Théréau
- Radu Troi
- Nicolae Ungureanu
- Ion Vlădoiu
- Florea Voinea
- Ion Voinescu
- Fernando Varela
- Róbinson Zapata

## Trainerhistorie
| Zeitraum  | Trainer              |
| --------- | -------------------- |
| 1947–1948 | Coloman Braun-Bogdan |
| 1948–1949 | Colea Vâlcov         |
| 1950      | Francisc Ronnay      |
| 1951–1953 | Gheorghe Popescu I   |
| 1953–1954 | Francisc Ronnay      |
| 1954–1955 | Ilie Savu            |
| 1955–1957 | Ștefan Dobay         |
| 1957–1958 | Ilie Savu            |
| 1958      | Angelo Niculescu     |
| 1958–1960 | Gheorghe Popescu I   |
| 1960–1961 | Ștefan Onisie        |
| 1961      | Eugen Mladin         |
| 1962      | Gheorghe Popescu I   |
| 1962–1963 | Ștefan Onisie        |
| 1963–1964 | Gheorghe Ola         |
| 1964–1967 | Ilie Savu            |
| 1967–1971 | Ștefan Covaci        |
| 1971      | Ștefan Onisie        |
| 1971–1972 | Valentin Stănescu    |
| 1972–1973 | Gheorghe Constantin  |
| 1974–1975 | Constantin Teașcă    |
| 1975–1978 | Emeric Jenei         |

| Zeitraum  | Trainer              |
| --------- | -------------------- |
| 1978–1981 | Gheorghe Constantin  |
| 1981      | Traian Ionescu       |
| 1981–1983 | Constantin Cernăianu |
| 1983–1984 | Emerich Jenei        |
| 1984      | Florin Halagian      |
| 1984–1986 | Emeric Jenei         |
| 1986–1990 | Anghel Iordănescu    |
| 1990      | Costică Ștefănescu   |
| 1991      | Bujor Hălmăgeanu     |
| 1991      | Emeric Jenei         |
| 1992      | Victor Pițurcă       |
| 1992–1993 | Anghel Iordănescu    |
| 1993–1994 | Emeric Jenei         |
| 1994–1997 | Dumitru Dumitriu     |
| 1997–1998 | Mihai Stoichiță      |
| 1998–2000 | Emeric Jenei         |
| 2000–2002 | Victor Pițurcă       |
| 2002      | Cosmin Olăroiu       |
| 2002–2004 | Victor Pițurcă       |
| 2004–2005 | Walter Zenga         |
| 2005      | Dumitru Dumitriu     |
| 2005      | Oleh Protassow       |

| Zeitraum  | Trainer              |
| --------- | -------------------- |
| 2006–2007 | Cosmin Olăroiu       |
| 2007      | Gheorghe Hagi        |
| 2007      | Massimo Pedrazzini   |
| 2007–2008 | Marius Lăcătuș       |
| 2008      | Dorinel Munteanu     |
| 2009      | Marius Lăcătuș       |
| 2009      | Cristiano Bergodi    |
| 2009–2010 | Mihai Stoichiță      |
| 2010      | Ilie Dumitrescu      |
| 2010–2011 | Marius Lăcătuș       |
| 2011      | Sorin Cârțu          |
| 2011      | Cosmin Olăroiu       |
| 2011      | Ronny Levy           |
| 2011–2012 | Ilie Stan            |
| 2012      | Mihai Stoichiță      |
| 2012–2014 | Laurențiu Reghecampf |
| 2014–2015 | Constantin Gâlcă     |
| 2015      | Mirel Rădoi          |
| 2015      | Dumitru Dumitriu     |
| 2015–2017 | Laurențiu Reghecampf |
| 2017–2018 | Nicolae Dică         |
| 2019      | Mihai Teja           |
| 2019      | Bogdan Andone        |
| 2019–2020 | Bogdan Vintila       |
| 2020–2021 | Anton Petrea         |
| 2021      | Dinu Todoran         |
| 2021      | Edward Iordănescu    |
| 2021–2022 | Anton Petrea         |
| 2022      | Nicolae Dică         |
| 2022–2023 | Leonard Strizu       |
| seit 2023 | Elias Charalambous   |